# Одеська федерація ушу
Одеська федерація ушу — громадська спортивна організація, що понад 10 років спеціалізується на вихованні здорового покоління в Одесі та Одеській області. Є членом Української федерації ушу. Спортмени федерації беруть участь у Чемпіонатах Світу та Європи, Олімпійських турнірах та Всеукраїнських змаганнях. Одеська федерація ушу постійно бере участь в офіційних заходах Української Національної федерації ушу, включаючи тренерські та суддівські семінари.
Крім того, Одеська федерація ушу є постійним організатором-учасником Фіналів Кубка України, Кубків «Перемоги» з ушу та Кубків «Перемоги» з ОФП, Чемпіонату м. Одеси, Кубка ОФУ, Чемпіонату Одеської області, ставала організатором культурно-масових заходів, конференцій, спортивно-оздоровчих таборів, новорічних свят, спортивних квестів та інших подій. Щорічно Наша команда організовує або бере участь у понад 40 заходах різного рівня.

## Історія
Одеську федерацію ушу було створено 9 лютого 2013 року на Звітно-виборчій конференції. Президентом Федерації було обрано Леоніда Вікторовича Борисова (Заслужений тренер України).
Через місяць, 6 березня 2013 року, Одеська федерація ушу отримала Державну реєстрацію Міністерства Юстиції України.
14 березня 2013 року, в Броварах, відбулася 5-та Звітно-виборча конференція Української федерації ушу, на якій Одеську федерацію ушу було прийнято до колективних членів Української національної федерації ушу.
15—17 березня 2013 року відбулися перші офіційні змагання для Одеської федерації ушу.
31 травня 2013 року Одеська федерація ушу проводить свої перші змагання — «Першість Одеської федерації ушу». У цих змаганнях взяли участь молоді спортсмени з різних районів міста. Загальна кількість учасників становила 70 осіб.
З 18 по 28 жовтня 2013 року наша команда, у складі двох тренерів та одного спортсмена, відвідала столицю «Піднебесної» — Пекін, де взяла участь у тренерському та спортивному семінарах Пекінського Національного спортивного університету. По закінченню семінарів наша команда отримала дипломи підвищення кваліфікації традиційного та спортивного ушу. Також було налагоджено партнерські відносини з різними організаціями та людьми, які сприяють розвитку ушу в Одеському регіоні.
11—19 березня 2014 року, в Анталії (Туреччина) відбувся 5-й Чемпіонат світу з ушу серед юніорів. Збірна України відправила 9 найкращих атлетів країни, серед яких були 2 спортсменів федерації — Мандрік Ганна та Погорелов Олександр. В результаті Аня посіла 4 місце у розділі дуйлянь (у парі з Темною Людмилою), а Саша 5 місце у розділі цян шу (спис). Але головним досягненням стало отримання Ганни Мандрік ліцензії від Міжнародної федерації ушу для участі в Олімпійському турнірі 2-х Юнацьких Олімпійських ігор у 2014 році в Китаї.
15-й Чемпіонат Європи з ушу, який проходив 6—11 травня 2014 року у Бухаресті, приніс багато позитиву для нашої команди. Ганна Мандрік здобула чотири золоті медалі і стала абсолютною чемпіонкою Європи. Погорелов Олександр завоював одну золоту та одну срібну медалі. Спортсмени зуміли підтвердити статус Чемпіонів Європи.
24—27 серпня 2014 року, у китайському Нанкіні відбулися 2 Юнацькі олімпійські ігри. Ганна Мандрік, отримавши ліцензію, взяла участь у змаганнях у розділі чанцюань. Незважаючи на 7 місце, Аня отримала безцінний досвід участі в найбільш значущих для спортсменів змаганнях — Олімпійських іграх.
6-й Чемпіонат світу з традиційного ушу, який проходив 24—30 жовтня 2014 року, приймав китайське місто Чічжоу з провінції Аньхой. У складі збірної України взяли участь три спортсмени Одеської федерації ушу: Елеонора Михайличенко посіла 4-е місце, а Микита Білоус та Микита Фрунзе посіли 5-ті місця. Після закінчення Чемпіонату світу, наша команда вирушила на навчально-тренувальні збори до кращої школи з ушу «Шичахай». Команда провела на зборах із найкращими спортсменами світового ушу 1—14 листопада 2014 року.
20—22 березня 2015 року в Броварах проходив Чемпіонат України серед юніорів та юнаків. У підсумку наша команда привезла до Одеси 12 медалей.
26—30 січня 2015 року, у Броварах пройшов щорічний суддівський семінар з ушу під егідою Української федерації ушу. У складі Нашої команди взяли участь троє суддів, які здобули гарні знання та підготовку до майбутніх змагань.
16-й Чемпіонат Європи, що проходив з 15 по 20 травня 2016 року, став успішним для спортсменів Одеської федерації ушу. Цього разу до збірної України потрапило одразу чотири наші вихованці. У результаті у наших спортсменів 1 золота, 2 срібні та 1 бронзова медалі.
Чемпіонат Європи з традиційного ушу, що проходив 15—21 травня 2017 року у Тбілісі, Грузія. Незважаючи на жорстку конкуренцію та високий рівень змагань, спортсмени зуміли здобути 7 медалей — 1 золоту та 6 бронзових.
4—16 листопада 2017 року в Емейшані (Китай), відбувся Чемпіонат світу з традиційного ушу. Збірну Україну від Одеської області представили три спортсмени нашої команди. За підсумками змагань Варламова Наталя зуміла здобути дві 2 бронзові медалі для України.
8—11 березня 2018 року в Угорщині пройшов Чемпіонат Європи з традиційного ушу, де лідер Одеської федерації ушу Варламова Наталія у складі збірної України виборола дві медалі — срібло та бронзу Чемпіонату Європи.
20—22 квітня 2018 року, відбувся Чемпіонат України серед дорослих, де команда Одеської федерації ушу здобула 14 медалей — 4 золота, 5 срібних та 5 бронзових.
На початку осені в Одесі відбулася важлива подія для Нашої команди. Одеській федерації ушу довірили проведення Фіналу кубка України в Одесі, який відбувся 21—23 вересня 2018 року. Близько 400 учасників із 13 регіонів боролися за право стати чемпіоном. За підсумками змагань Наша команда виборола 50 медалей та посіла 3-тє командне місце. Змагання пройшли на найвищому рівні.
17—26 жовтня 2018 року наша команда у складі збірної України взяла участь у Чемпіонаті світу у Ченьчжоу (Китай). Понад 2200 учасників із 65 країн світу! В результаті для збірної України Одесити здобули 6 медалей — 3 золоті, 1 срібну та 2 бронзові.
7—12 квітня 2019 року команда вирушила на Європейський чемпіонат із традиційного ушу.
З 13 по 22 червня 2019 року у Китаї пройшов Чемпіонат світу з традиційного ушу, де взяли участь понад 5000 спортсменів із 48 країн світу. У тяжкій конкуренції бронзову медаль у складі збірної України виборола лідер Одеської федерації ушу Наталія Варламова.
6—13 вересня 2019 року найкращі спортсмени Одеської федерації ушу взяли участь у складі збірної України Європейському чемпіонаті з ушу у місті Батумі (Грузія). В результаті змагань 4 золоті медалі завоювала Ганна Борисова. Золото та бронзу завоювала Варламова Наталія. А серед юніорів по дві срібні та бронзові медалі здобули Саган Анна та Химченко Каміла.
28—29 вересня 2019 року Одеська федерація ушу другий рік поспіль проводила в Одесі Фінал кубка України з ушу. І знову змагання пройшли на найвищому рівні. За підсумками змагань наша команда виборола 46 медалей — 14 золотих, 13 срібних та 19 бронзових, та посіла 3-тє командне місце.
19—22 січня 2020 року команда брала участь у Міжнародному турнірі з ушу «UKR WEST 2020», який проходив у Трускавці. За підсумками змагань команда здобула 45 медалей з яких 24 золоті, 14 срібних та 7 бронзових. для багатьох змагання такого масштабу стали першими у спортивній кар'єрі.
26—29 лютого 2020 року найсильніші спортсмени з усієї України взяли участь у Чемпіонаті України серед юніорів та Чемпіонаті України з традиційного ушу. За підсумками змагань вихованці ОФУ вибороли 41 медаль — 11 золотих, 19 срібних та 11 бронзових (загалом Одеська область виборола 61 медаль).
17—18 червня 2021 року в Броварах відбувся чемпіонат України серед юніорів та юнаків та традиційного ушу. Наша команда виборола 51 медаль — 9 золотих, 18 срібних та 24 бронзових. Збірна Одеської області зайняла загальнокомандне 2 місце.
6—12 вересня 2021 року у м. Батумі відбувся чемпіонат Європи з ушу. Незважаючи на те, що через ковідні обмеження деякі країни не змогли приїхати, змагання пройшли дуже яскраво. Чемпіонами стали: Наталія Варламова, Ганна Борисова, Марина Язикова, Андрій Олійник, Ірина Мізіна, Михайло Копицький, Валерія Благодир, Олексій Чобоніка та Олександра Левошко.
Під звуки повітряних тривог та страшні звуки вибухів, команда готувалася до чемпіонату Європи. Вже не було команд з Одеської, Київської, Харківської, Херсонської та Всіх інших наших областей, бо стала тільки одна команда — Україна! І ми зробили це разом! Збірна Україна взяла участь у чемпіонаті Європи у місті Бургас 12—16 травня 2022 року. Сильні виступи показали Андрій Олійник, Ганна Борисова, Ганна Саган, Олексій Чобоніка, Ірина Мізіна, Михайло Копицький. Збірна Україна показала силу та волю до перемоги.
Звикаючи до війни, ми продовжували тренування та підтримували один одного. Наші спортсмени потроху вертались додому та до рідного залу.
11—14 листопада 2022 року в Броварах проходив чемпіонат України. Команда виступила дуже сильно, завоювавши 28 медалей: 10 золотих, 9 срібних та 9 бронзових та друге загальнокомандне місце.
3—11 грудня 2022 року у м. Тангеранг (Індонезія) відбувся чемпіонат Світу з ушу. У ньому взяли участь майже 800 спортсменів з 67 країн світу. У складі збірної України був і член Одеської федерації ушу Андрій Олійник, який хоч і не здобув медалей, але увійшов до топ-10 кращих спортсменів світу.